# 馬特·哈丁

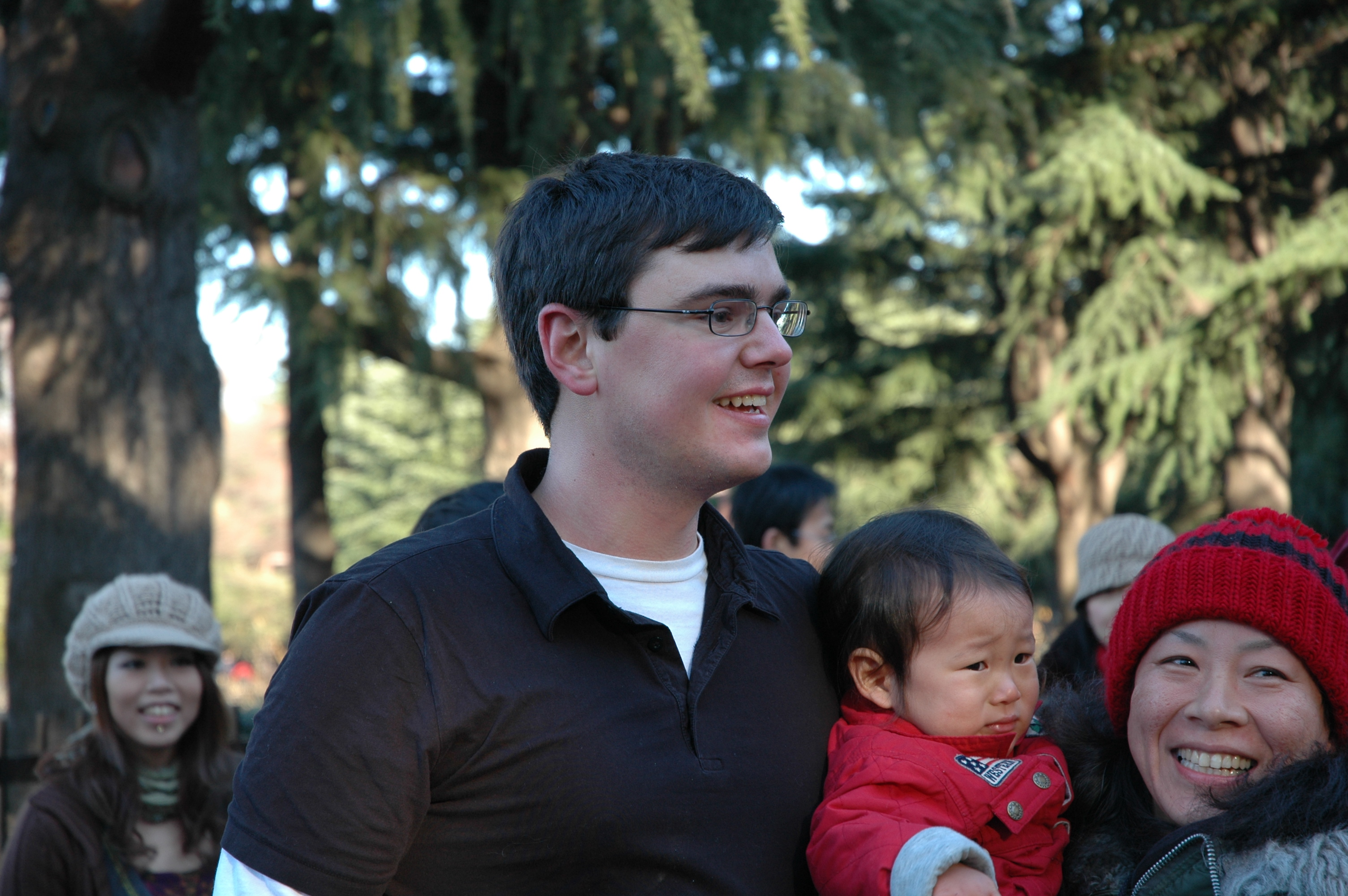
馬特

馬特·哈丁（英語：Matt Harding，1976年9月27日—），出生於美國康乃狄克州諾瓦克，曾在澳州從事電玩設計師，完成了一款名為「殺光全人類！」（Destory All Humans!）的遊戲。

## 起因
2003年1月，辭去在澳洲的工作，用先前所存的積蓄到亞洲玩了一圈，同時製作了一個網站告訴家人與朋友，他在哪裡、是否平安。
2003年，他和朋友在越南河內（Hanoi）旅遊時，朋友臨時的一個提議。原本Matt只想拍張照，他朋友突然提議：「你為什麼不跳舞呢？我幫你記錄下來！」於是他們拍下2003年5~8月間，以及一年後到非洲遊玩時Matt的舞蹈，並集結成第一部短片《Where the Hell is Matt?  2005》。

## 作品
- 《Where the Hell is Matt? 2005》
- 《Where the Hell is Matt? 2006》，2006年用6個月的時間跳遍了39個國家，完成了第二支影片，在youtube上吸引了1200萬多人的點閱。
- 《Where the Hell is Matt? 2008》
- 《Where the Hell is Matt? 2012》

## 廣告代言
- 2006年，Stride口香糖？
- 2008年，VISA信用卡亞洲區廣告（why is that man dancing anywhere？）

## 外部連結
- Where The Hell Is Matt? （页面存档备份，存于）
- Deep in the Jungle
- 網路追追追／Visa廣告裡的人是誰？　夢想跳跳人Matt？ （页面存档备份，存于）
- 每天做一件傻事可以改變世界！ （页面存档备份，存于）
- VISA廣告 笨拙跳舞的男子MATT